# Ira Michael Heyman

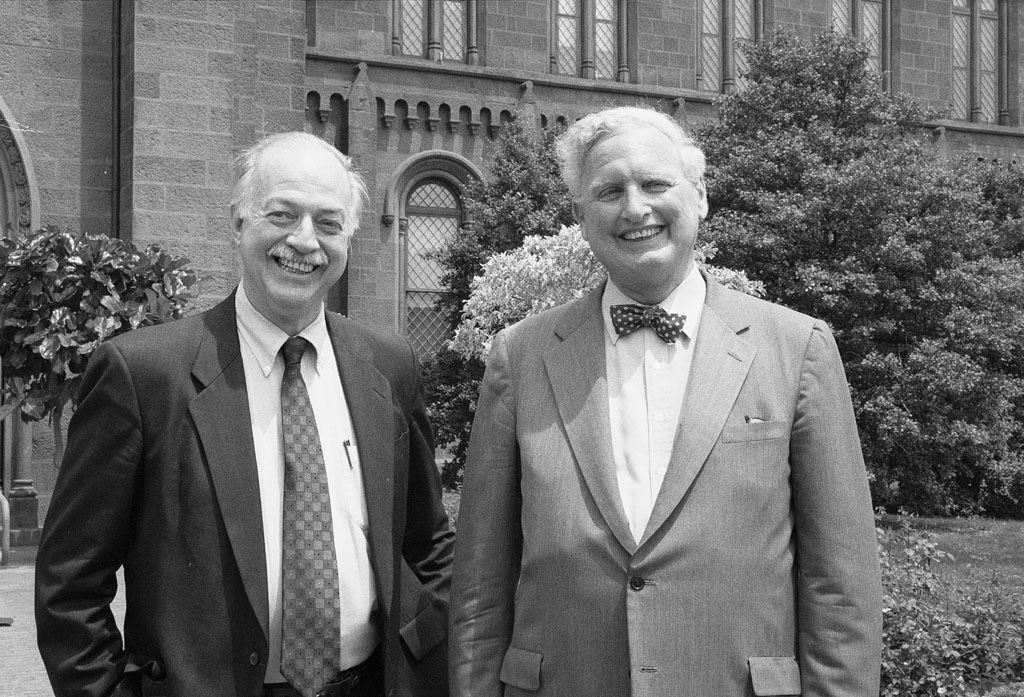
Ira Michael Heyman (rechts) als neu gewählter Sekretär der Smithsonian Institution mit seinem Vorgänger Robert McCormick Adams Jr. (1994)

Ira Michael Heyman (* 30. Mai 1930 in New York City; † 19. November 2011 in Berkeley, Kalifornien) war ein US-amerikanischer Rechtswissenschaftler und Hochschullehrer, der unter anderem zwischen 1980 und 1990 Kanzler der University of California, Berkeley sowie von 1994 bis 1999 Sekretär der Smithsonian Institution war.

## Leben

### Studium, Professor und Kanzler der UC Berkeley
Heymann absolvierte nach dem Besuch der Bronx High School of Science sowie der Horace Mann School zunächst ein grundständiges Studium am Dartmouth College, das er 1951 mit einem Bachelor of Arts (A.B.) abschloss. Im Anschluss leistete er während des Koreakrieges seinen Militärdienst im US Marine Corps und wurde zuletzt zum Leutnant befördert. Nach Kriegsende begann er ein Studium der Rechtswissenschaften an der Law School der Yale University und beendete dieses 1956 mit einem Juris Doctor (J.D.) und war während seines Studiums Herausgeber des Yale Law Journal.
Nach Abschluss des Studiums arbeitete Heyman zunächst von 1957 bis 1958 als Juristischer Mitarbeiter von Charles E. Clark, einem für den zweiten Gerichtsbezirk zuständigen Richter am US Court of Appeals, sowie anschließend zwischen 1958 und 1959 als Juristischer Mitarbeiter von Earl Warren, dem Chief Justice of the United States.
1959 nahm Heymann im Alter von 29 Jahren den Ruf auf eine Professur für Rechtswissenschaften an der University of California, Berkeley (UC Berkeley) an und unterrichtete dort 24 Jahre lang bis 1993. Neben seiner Lehrtätigkeit war er von 1974 bis 1980 erst Vizekanzler der UC Berkeley, ehe er 1980 als Nachfolger von Albert H. Bowker Kanzler der University of California, Berkeley, wurde. Dieses Amt übte er zehn Jahre lang bis zu seiner Ablösung durch Chang-Lin Tien 1990 aus. Danach übernahm Heyman, der auch Trustee des Dartmouth College war, zwischen 1990 und 1993 die Selvin-Professur für Rechtswissenschaften an der UC Berkeley.

### Vize-Unterstaatssekretär im Innenministerium und Sekretär der Smithsonian Institution
Heyman, der Mitglied der Demokratischen Partei war, wurde 1993 Stellvertretender Unterstaatssekretär für Politische Angelegenheiten (Deputy Assistant Secretary for Policy) im US-Innenministerium und war bis 1994 einer der engsten Mitarbeiter von Innenminister Bruce Babbitt.
1994 wurde Heyman, der sich auch als Vorsitzender der Nationalen Vereinigung staatlicher Universitäten und Colleges engagiert hatte, als Nachfolger von Robert McCormick Adams Jr. Sekretär der Smithsonian Institution und bekleidete diese Funktion fünf Jahre lang bis zu seiner Ablösung durch Lawrence M. Small. 1995 wurde er in die American Academy of Arts and Sciences gewählt.
Heyman, der zwei Mal verheiratet und Vater eines Sohnes war, starb an den Folgen eines Lungenemphysems.

## Veröffentlichungen
- Civil rights U.S.A. Public Schools. Cities in the North and West, 1963, Oakland, 1964
- Authorities and organization. Legal analysis and recommendations for implementing a coastal zone management program, Mitautor Donald O. Gralnek, 1977
- Chancellor, 1980-1990, Vice Chancellor, and professor of law, UC Berkeley, and secretary, the Smithsonian Institution, 1994–1999. Interviews 1995-2001, 2004